# Allmystery
Allmystery ist ein deutsches  Internetforum über grenzwissenschaftliche, mysteriöse, religiöse und gesellschaftspolitische Themen, sowie Kriminalfälle. Es wurde 1987 im Arpanet gegründet und ist heute nur noch im World Wide Web zu erreichen. Ursprünglich behandelte es ausschließlich Verschwörungstheorien, wurde aber später um mehrere Themenbereiche erweitert. Das Forum zeichnet sich durch eine strenge Moderation aus, sodass Verstöße gegen Forenregeln schnell geahndet werden. 

## Allmystery im Telnet (AMT)

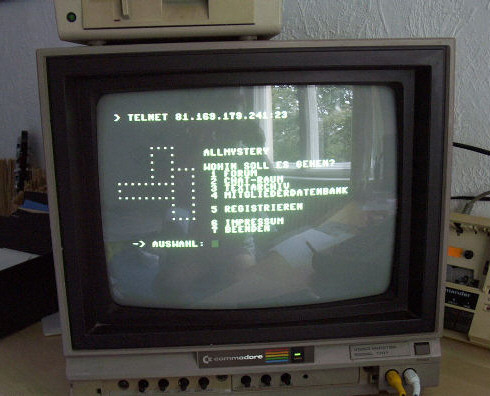
Allmystery auf einem C64

Allmystery wurde zu Zeiten der Anfänge des weltweiten Datennetzes gegründet und war ursprünglich nur innerhalb eines internen Netzwerkes zu erreichen. Kurz darauf hatte der Server (ein Commodore 64) Anschluss zum weltweiten Datennetz über eine analoge Telefonleitung und war täglich ab 23 Uhr eine Stunde online. Erste Themen behandelten die Dreiundzwanzig sowie ihre Quersumme Fünf nach Robert Anton Wilsons und Robert Sheas Romanserie Illuminatus!-Trilogie als Zahlen der Illuminaten.
AMT war früher unter der IP-Adresse 81.169.179.241 auf dem Telnet-Port 23 zu erreichen. Allmystery war im Telnet vor allem durch sein umfangreiches Archiv, das bis ins Jahr 1987 zurückging, bekannt.

## Allmystery im Web
Da die Technik mit der Zeit neue Möglichkeiten bot, bildete sich 1996 ein Ableger von Allmystery im World Wide Web mit inzwischen mehr als 127.000 Themen. Am 17. Juli 2013 zählte Allmystery seinen zehnmillionsten Beitrag. Rund sechs Jahre später hat sich die Anzahl der Beiträge verdoppelt. Diese Themen beinhalten insgesamt über 22 Millionen Beiträge von rund 133.000 aktiven und ehemaligen Mitgliedern (Stand: Juni 2022).
2007 kooperierte Allmystery kurze Zeit mit dem Nexus Magazin.

## Themenbereiche
Die wichtigsten Themenbereiche, zu denen Allmystery Möglichkeiten zur Diskussion bietet, sind folgende:
- Menschen & Gesellschaft
- Wissenschaft & Forschung
- Politik & Geschichte
- Mystery & Kryptozoologie
- Religion & Spiritualität
- Philosophie
- Verschwörungstheorien
- Technologie & Internet
- Ufologie & Aliens
- Natur, Tiere & Evolution
- Träume & Traumdeutung
- Kriminalfälle
- Verlassene Orte
- Esoterik & Magie
- Astronomie